# Mieniuciowa
Mieniuciowa (biał. Менюцёва; ros. Менютёво, ros. nazwa normatywna Менютево) – przystanek kolejowy w pobliżu miejscowości Mianiuciewa, w rejonie sieneńskim, w obwodzie witebskim, na Białorusi. Położony jest na linii Orsza - Lepel.